# Jozef Vantorre
Joseph Vantorre (Heist, 10 juni 1931 - Knokke-Heist, 24 februari 1998) was een Vlaamse schrijver, vooral bekend om zijn roman  "de kavijaks" (zonder hoofdletters) (1973).

## Biografie
Vantorre groeide op in een arm vissersgezin, als zevende van dertien kinderen. Zijn vader tiranniseerde zijn vrouw en kinderen. In de omgeving noemde men hun familie "kavijaks", een naam die was afgeleid van de Spaanse generaal Cavaignac, die ooit in Heist met zijn galjoen was aangespoeld. De grootvader van Jozef Vantorre was met hem bevriend geraakt en doordat beide mannen een grote, grijze baard droegen noemden de mensen hen "de Cavaignacs" of "kavijaks". Zelfs toen de Spanjaard een paar jaar later weer naar huis vertrok bleef deze bijnaam hangen bij dit gezin. Als volwassene werd Vantorre arbeider in een baggerbedrijf. 
In april 1973 publiceerde Vantorre zijn boek, "de kavijaks", een semiautobiografische roman over zijn jeugd en familie, waarin hij afrekende met de opvoeding van zijn vader, die hij afschildert als een dronkaard, agressieveling en incestpleger. "De kavijaks" werd meerdere malen herdrukt en tienduizenden malen verkocht. 
Het verhaal handelt over een arme vissersfamilie (bijgenaamd, de kavijaks) die zich probeert recht te houden tijdens de Tweede Wereldoorlog. Jozef piften Vantorre, een dertienjarige jongen, komt in opstand tegen z'n dronken, tyrannieke vader, de generaal. Moeder Cécile probeert ondertussen de twaalf andere kinderen in het gareel te houden... Louis-Paul Boon had het manuscript toevallig in handen gekregen en was onder de indruk van het verhaal: "Dit lijkt mij het werk van een man die bezeten is door zijn onderwerp." Het was overigens niet Vantorre's eerste roman: "Ik schiep de vrouw", een boek over seks, werd nooit gepubliceerd omdat het te expliciet was. In 2004, 31 jaar na de eerste druk, werd een nieuwe editie van "de kavijaks" uitgegeven met een dertigtal bladzijden authentieke foto's.
In 2006 werd De Kavijaks verfilmd door Stijn Coninx en eind dat jaar vertoond in een vijfdelige reeks op de Nederlandse zender Nederland 2. Begin 2007 werd de serie ook door de  Vlaamse commerciële zender VTM uitgezonden.

## Andere werken
Vantorre schreef ook nog twee andere werken, ná de kavijaks:
- "Waar de meeuwen schreeuwen"
- "Kruis der vissers"

## Geen hoofdletters
Vantorre hield niet van hoofdletters. Als hij een boek persoonlijk ondertekende, schreef hij het volgende op de eerste bladzijde:
```
veel leesgenoegen vanwege de kavijaks. wij hielden van geen hoofdletters. 
wij hielden van stoofvlees en onze pisemmer. en nog het meest van elkaar.
```